# Eriosema distinctum
Eriosema distinctum là một loài thực vật có hoa trong họ Đậu. Loài này được N.E.Br. miêu tả khoa học đầu tiên.